# Höfisch
Als höfisch bezeichnet man die Lebensart, die der am Hofe einer Monarchie entspricht. Insbesondere ist dies die Bezeichnung für die ritterliche Gesellschaftskultur ab dem hohen Mittelalter (nach nordfranzösischem Vorbild gegen Ende des 12. Jahrhunderts in Deutschland eindringend). Die erste Nennung des Begriffs fand in der um 1150 entstandenen Kaiserchronik statt. Später entwickelte sich das Wort „höfisch“ (ursprünglich als mundartliche Nebenform) zum Wort „hübsch“ weiter, womit eine Bedeutungsverschiebung (über ‚höfisch, für Höfe und Ritter brauchbar, fein, von feiner Qualität, tadellos‘ zu ‚schön, einwandfrei, sauber, hübsch‘) einherging. Das Wort „höfisch“, mittelhochdeutsch „hövesch“, ist wohl keine Lehnübersetzung des französischen Worts „courtois“, geht allerdings auf dessen Semantik zurück.

## Was ist höfisch?
Das höfische Ideal in der mittelalterlichen Literatur lässt sich durch mehrere Faktoren beschreiben. Als höfisch gilt ein Mann, der eine vornehme Abstammung, eine edle Gesinnung, gute Umgangsformen, körperliche Schönheit, ritterliche Tugenden und einen frommen Charakter hat. Erfüllt sich eins dieser Attribute nicht, ist die Person nicht höfisch.
Die idealen Tugenden des höfischen Wertekanons begegnen einem in der mittelalterlichen Literatur in Begriffen wie manheit, mâze, zuht, müete, êre oder milte. In einem durch den provenzalischen Dichter Garin le Brun im 12. Jahrhundert verfassten Lehrgedicht hieß es, dass derjenige dem höfischen entspreche, der „gut zu reden und zu handeln weiß und sich dadurch beliebt macht und wer sich vor Ungehörigkeiten hütet“. Im Werk „Graf Rudolf“ umfasste Höfischheit den gesamten Bereich des vorbildlichen gesellschaftlichen Verhaltens. In Hartmanns von Aue Werk Der arme Heinrich verliert der Protagonist Heinrich seine Höfischkeit, als er seine körperliche Schönheit verliert.